# アンビスホールディングス
株式会社アンビスホールディングス(英: Amvis Holdings, Inc.)は、医療・介護に関連するサービスを提供する日本の企業。東京都中央区に本社を置く持株会社。
子会社に、株式会社アンビスなどをもつ。介護業界において「ホスピス」という事業領域を確立した。2023年3月、東証プライム市場へ市場区分変更。

## 概要
柴原慶一が2013年に起業した株式会社アンビスを起源とする持株会社である。「世界で最もエキサイティングな医療・ヘルスケアカンパニーへ」をビジョンに掲げ、ホスピス事業や地域医療再生事業等を推進している。社名は、Ambitious Vision(大志ある未来像)からの造語である。
中核事業は、医療依存度の高い患者を積極的に受入れる有料老人ホーム「医心館」の運営である。2019年のJASDAQ市場以降、積極的に施設を展開し、首都圏と東日本を中心に65施設を運営している（2022年9月末時点）。看護体制を強化し行き場のない末期がんなどの人を受け入れる施設は、これまでありそうでなかった施設であり、「地域医療・介護の新たなプラットフォーム」とされている。また、外部の医師や薬剤師、介護支援専門員などが入居者と直接契約を結び同施設を訪問すること（アウトソーシングする）で医療提供の透明性を高める特徴があるとされている。
「仕組みをイノベートし、社会（医療）課題を解決」をミッションとしている。

## 沿革
| 2013年09月  | 訪問看護事業、訪問介護事業及びこれらに付随する業務を事業目的とした株式会社アンビスを三重県桑名市に設立。           |
| 2014年05月  | 病床を「医心館名張」へ転換、三重県名張市に開設。構想としての医心館のモデル事業を開始。。                           |
| 2014年08月  | 「医心館あま」を愛知県あま市に開設。新設の有料老人ホームを賃借し、医心館として開設した第一号モデル。               |
| 2016年010月 | 株式会社アンビスホールディングスを東京都中央区八重洲に設立、株式会社アンビスを100%子会社とする持株会社体制へ移行。 |
| 2019年010月 | 東京証券取引所JASDAQ（スタンダード）市場に上場。                                                                   |
| 2020年03月  | 医療機関や介護施設の経営に関する総合的な支援を主たる目的とした連結子会社「株式会社 明日の医療」を設立。            |
| 2022年04月  | 東証の市場区分見直しに際し、株式会社アンビスホールディングスは東証スタンダード市場に移行。                         |
| 2023年03月  | 東証プライム市場に市場区分変更。                                                                                   |

## 事業

### ホスピス「医心館（いしんかん）」事業

#### A.事業概要
医心館は、慢性期・終末期の看護・介護ケアに特化し、十分な人員体制と連携体制を備えた医療施設型ホスピスである。当社では医療依存度が高い方のニーズに応え、療養環境の地域間格差の是正に貢献するため、全国各地で医心館を展開している。
当社では、医心館を「切れ目ない看護・介護を必要とする医療依存度が高い方をお受けいれし、大切な時間を穏やかに過ごしていただくための、安らぎの療養の場」であると定義し、強固な看護体制による看護師の24時間安心・安全ケアを約束することで、医療依存度が高く病院を退院した後に行き場のない方々を特化して受け入れている。
法制度上の医心館の取扱いは、有料老人ホームに訪問看護事業所及び訪問介護事業所を併設したものであり、既存制度で運用されているサービスの組合せである。この組合せは他の介護施設（事業者）でもしばしば見られるが、当社では“医師機能のアウトソーシング”、“シェアリング病床”という新しい発想、これを端とした事業コンセプトやビジネスモデルにより「医心館」としての特徴づけをなし、従前にはなかった付加価値を創出している。

#### B.事業コンセプト・ビジネスモデル

##### ＜事業コンセプト＞
社会保障制度を維持、将来へと継続するため、医療制度に関しては、国により入院日数の短縮と在宅への復帰が推し進められている。このような状況下、医療依存度が高いにもかかわらず、他の病院や介護施設へ移ることがかなわない方々を生じている。医心館では、このうちがん末期の方、人工呼吸器の装着や気管切開で呼吸管理が必要な方、そして神経変性疾患を患う方などを積極的に受け入れている。これらの方々に安寧な療養環境を提供することのみならず、開かれた医療プラットフォームとしての役割で地域医療のリソースを繋ぎ、その潜在力が最大限に発揮されることに貢献している。
当社では、医心館の存在が退院後の行き先に困っている方々での療養環境の獲得、地域医療の活性化、新型コロナウイルス対応で疲弊する医療従事者の負担軽減、地域間での医療格差の縮小といった医療課題解決につながると考えており、当社が行う事業コンセプトは「社会課題解決型」、特に医療課題解決にあると言える。

##### ＜ビジネスモデル＞

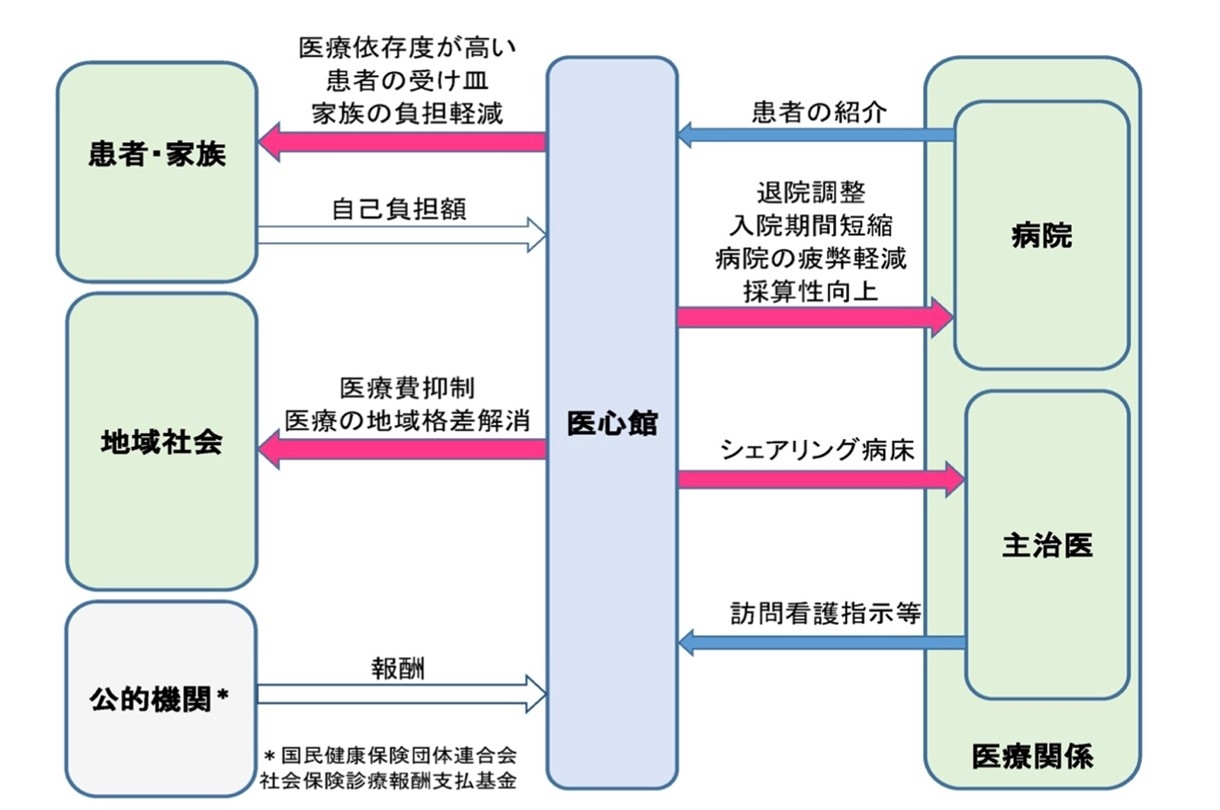
医心館のビジネスモデル

医心館では、強固な看護体制を整備することで、医療依存度が高い方に充実した看護・介護ケアを提供していることを特徴としている。また、原則として医師を外部化(業務委託ではなく、医療・介護従事者の共感に基づく連携と協力関係のこと。)することで、医療やケアの透明性を担保している。そして、在宅療養を含めた地域包括ケアシステムや「地域医療」のプラットフォームの一翼を担う存在として地域から認められることを目指している、としている。
慢性期・終末期医療は急性期医療に比べると医師の寄与度が低いという特性がある。当社によれば、医心館側の視点からは、医師が施設に常駐して医療を提供する必要性は小さく、連携と協力関係を礎に非常駐化と外部化が可能であるため、看護や介護への人材投入の余力が発生する。一方、地域の開業医等病床をもたない医院（無床診療所）側の視点からは、病床を必要とする患者を診る必要が生じた際には、医心館のベッドを利用することで対応が可能となり、実質的に病床を有するような状態となることで患者対応力の向上につながると考えている。かつ診療時間外に患者の容態や病床を管理する負担が軽減される（当社では“シェアリング病床”と表現している。）。また、病床を有する市中病院においても病床回転率が向上し、経営の安定につながると考えている。これらのことを事由のひとつとして、医心館と医療機関との間では強固な信頼関係が築かれているとされる。
医心館事業の収益は、医療保険報酬、介護保険報酬、その他保険報酬、及びホテルコスト収益（家賃、食費、水道光熱費・管理費等の合計）で構成されている。
当社の医心館は、矢野経済研究所『2021年版 病院の将来』において、「医療施設でもなく、単なる介護施設でもない」施設として、それは医療施設と介護施設の狭間でイノベーションを起こす存在であり、そのビジネスモデルには広がりがあると評されている。

##### ＜同業他社からの評価＞
日本ホスピスホールディングス株式会社の代表取締役社長である高橋 正 氏は、ホスピスの供給に比べて、需要が圧倒的に大きく、両者は「ともにホスピス市場を開拓する、良いパートナーと考えている。」と述べている。

## ミッションとブランドイメージ

### 世界で最もエキサイティングな医療・ヘルスケアカンパニーへ
当社は、医療やヘルスケアの進歩に貢献したい、そして、その恩恵をあまねく多くの人々が享受できる社会の実現に貢献したいと考えている。また、大志ある未来像を見据え、重要で本質的な価値を創出するために、時には常識も疑い、斬新な解決策を模索するハングリーなチャレンジャーであり続けると宣している。